# Hoffa (film)
Hoffa is een Frans-Amerikaanse biografische misdaadfilm uit 1992 die geregisseerd werd door Danny DeVito. Het scenario werd geschreven door David Mamet en gebaseerd op het leven van vakbondsleider Jimmy Hoffa, die in de film vertolkt wordt door Jack Nicholson.

## Verhaal
Gewezen vakbondsleider James R. Hoffa en zijn trouwe rechterhand Bobby Ciaro wachten in 1975 aan een wegrestaurant op een afspraak met maffiabaas Carol D'Allesandro. Tijdens het lange wachten wordt door middel van flashbacks getoond hoe Hoffa en Ciaro elkaar leren kennen en zich opwerken binnen de International Brotherhood of Teamsters.
Gedurende de jaren 1930 probeert Hoffa vrachtwagenchauffeurs, waaronder Ciaro, te overtuigen om zich aan te sluiten bij de Teamsters. Hij wil dat ze zich organiseren en meer verzetten tegen hun werkgever. Hoffa schuwt daarbij geen geweld. Op de plaats waar Ciaro werkt, hitst hij arbeiders op en komt het tot een knokpartij. In de nasleep van Hoffa's actie wordt Ciaro ontslagen vanwege van zijn associatie met de vakbondsman. Wat later blazen Ciaro, Hoffa en diens rechterhand Billy Flynn een wasserette op die weigert samen te werken met de Teamsters. Flynn komt bij de actie om het leven, waarna Ciaro de voornaamste vertrouweling van Hoffa wordt.
Wanneer Hoffa, Ciaro en Teamster-collega Frank Fitzsimmons in 1935 bij het bedrijf Kreger een grote staking aanvoeren, duiken er twee maffiosi op. Hoffa wordt door de mannen naar de plaatselijke maffiabaas gebracht; de Italo-Amerikaanse Ciaro vergezelt hem als tolk. De maffia en de Teamsters gooien het op een akkoordje en besluiten samen te werken om een einde te maken aan de staking. Teamster-collega Red Bennett mag nadien de eer opstrijken. Ten gevolge van zijn alliantie met de maffia ontwikkelt Hoffa een sterke band met maffioso Carol "D'Alli" D'Allesandro.
Gedurende de jaren 1940 leidt Hoffa een grote staking tegen de Railway Transport Agency (RTA). Ondanks grote druk van de overheid, de pers en zijn vakbondsbaas Daniel Tobin om zich neer te leggen bij de eisen van de RTA blijft hij zijn ontevreden vakbondsleden aanvoeren en verdedigen in de pers. Er ontstaat uiteindelijk een grote en brutale vechtpartij tussen de vakbondsleden en door de RTA opgetrommelde knokploegen. Verscheidene Teamsters komen om het leven.
In de daaropvolgende decennia neemt de macht van Hoffa binnen de Teamsters toe en wordt de invloed van de georganiseerde misdaad groter. Tijdens een jachtpartij met D'Alli geeft hij de toestemming om grote sommen geld van het pensioenfonds van de vakbond uit te lenen aan de maffia. Tijdens zijn voorzitterschap van de Teamsters wordt Hoffa dan ook een doelwit van politicus Robert F. Kennedy. Onder het oog van de nationale pers bijt Hoffa van zich af tijdens verschillende hoorzittingen, maar door de bezwarende getuigenis van een medewerker worden hij en Ciaro alsnog veroordeeld tot een gevangenisstraf.
Tijdens hun verblijf in de gevangenis neemt Fitzsimmons de leiding van de vakbond over. Begin jaren 1970 wordt de straf van Hoffa kwijtgescholden door president Richard Nixon, op voorwaarde dat hij zich niet meer met Teamster-zaken bemoeit. Hoffa vermoedt dat hij bedrogen werd door Fitzsimmons en eist dat D'Alli ingrijpt, maar de maffiabaas weigert zich in de strijd te mengen.
Wanneer Hoffa uiteindelijk dreigt om naar de pers te stappen, laat D'Alli dan toch uitschijnen dat hij bereid is om te helpen. Er wordt een afspraak gemaakt, maar D'Alli daagt niet op. Terwijl Ciaro en Hoffa blijven wachten, worden ze doodgeschoten door een jonge huurmoordenaar. Nadien laten enkele handlangers van de moordenaar de lichamen verdwijnen.

## Rolverdeling
| Acteur           | Personage                             |
| ---------------- | ------------------------------------- |
| Jack Nicholson   | James R. "Jimmy" Hoffa                |
| Danny DeVito     | Robert Ciaro                          |
| Armand Assante   | Carol D'Allesandro                    |
| J.T. Walsh       | Frank Fitzsimmons                     |
| John C. Reilly   | Peter Connelly                        |
| Kevin Anderson   | Robert F. Kennedy                     |
| Frank Whaley     | jonge truckchauffeur in wegrestaurant |
| John P. Ryan     | Red Bennett                           |
| Robert Prosky    | Billy Flynn                           |
| Natalia Nogulich | Jo Hoffa                              |
| Nicholas Pryor   | Hoffa's advocaat                      |
| Paul Guilfoyle   | Ted Harmon                            |
| Karen Young      | jonge vrouw op RTA                    |
| Cliff Gorman     | Solly Stein                           |

## Productie

### Ontwikkeling
In de jaren 1980 werd muziekpromotor Joe Isgro door onder meer Frank Ragano, een gewezen advocaat van Hoffa, en Brett O'Brien, zoon van Hoffa-vertrouweling Chuckie O'Brien, benaderd om een film te maken over Jimmy Hoffa. Isgro kocht de rechten op Chuckie O'Briens levensverhaal en schakelde vervolgens auteur Robin Moore in om leden van de Teamsters te interviewen en een filmscript te ontwikkelen. Isgro, die hoopte dat Oliver Stone zijn project zou regisseren, stelde zijn filmplannen vervolgens voor aan producent Edward R. Pressman, waarop die de rechten op het script en de audio-interviews van Moore kocht.
In augustus 1989 stelde Caldecot Chubb, vicevoorzitter van Pressmans productiebedrijf, het project voor aan 20th Century Fox. Hij vergeleek het levensverhaal van Hoffa met King Lear en kreeg de toestemming om het project verder te ontwikkelen indien hij scenarist David Mamet kon overtuigen om het script te schrijven. Een maand later zat Mamet samen met Pressman, Chubb en de studiobazen van Fox om de film te bespreken. De scenarist, die opgegroeid was in het arbeidersmilieu van de South Side in Chicago en wiens vader een advocaat was die gespecialiseerd was in arbeidsrecht, ging akkoord om Hoffa's levensverhaal te verfilmen en werkte gedurende enkele maanden aan een scenario.

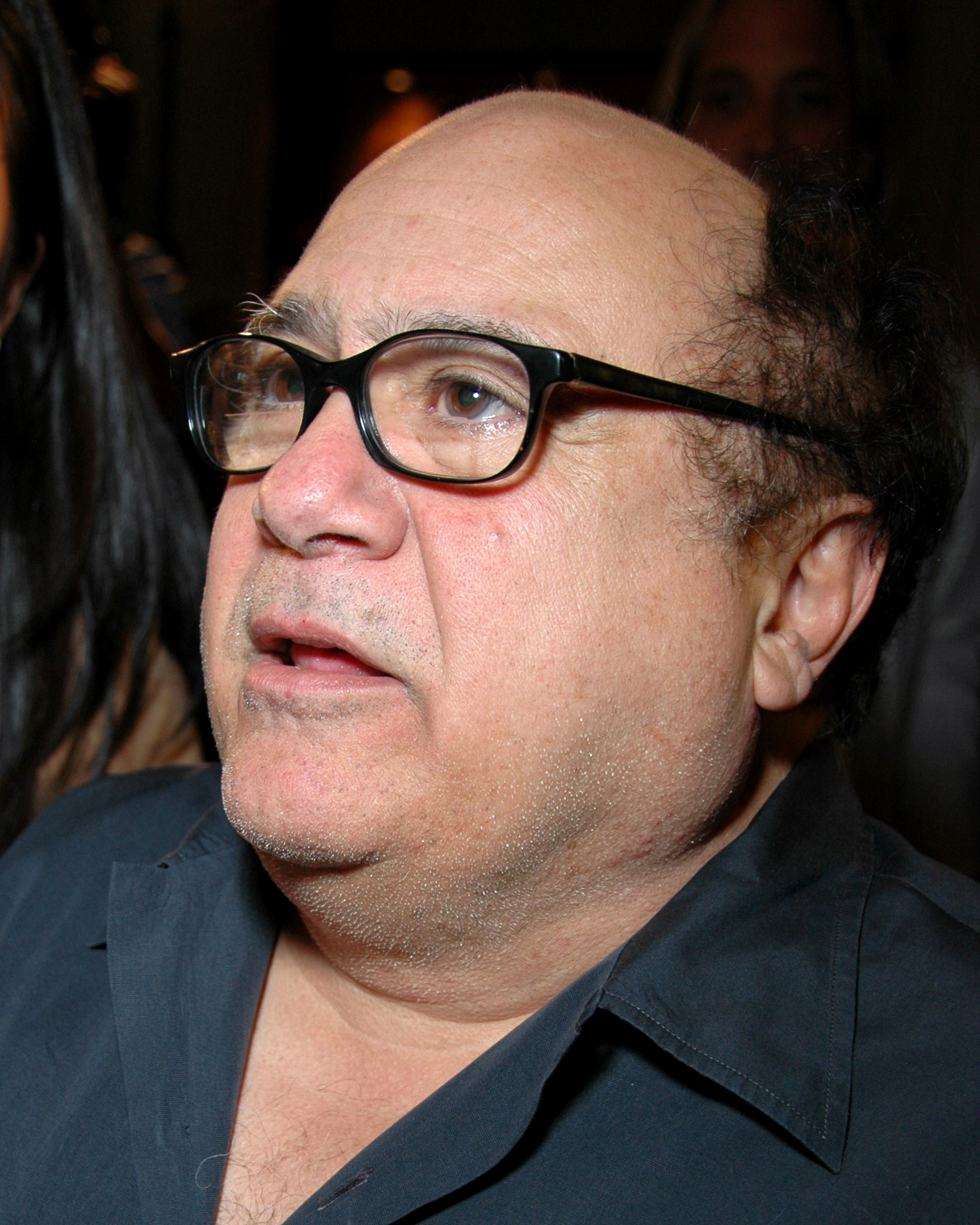
Na de succesvolle komedie The War of the Roses (1989) kreeg Danny DeVito van 20th Century Fox de kans om een ambitieuze film over Jimmy Hoffa te regisseren.

De studio was tevreden over Mamets werk en gaf Pressman een budget van zo'n 5 miljoen dollar om een regisseur te zoeken. Barry Levinson werd als eerste benaderd, maar haakte na een gesprek met Mamet in maart 1990 af. Ook Oliver Stone en John McTiernan werden overwogen. Na het afhaken van Levinson werd het scenario opgepikt door Danny DeVito. De acteur, die net als Mamet in de arbeidersklasse was opgegroeid, wilde het verhaal graag verfilmen. Na een ontmoeting in april 1990 wist hij Pressman te overtuigen om hem een kans te geven.
Jack Nicholson werd gecast als hoofdrolspeler. Hij kreeg een salaris van 9 miljoen dollar. Daarnaast werden de opnames van augustus 1991 naar februari 1992 verschoven zodat de acteur ook aan Man Trouble (1992) kon meewerken. In afwachting van de opnames raakten de producenten en de studio het niet eens over het budget. Door onder meer het salaris van Nicholson liep het budget op tot meer dan 40 miljoen dollar, terwijl Fox slechts 37 miljoen wilde financieren. Pressman overtuigde vervolgens het Franse Canal+ om mee in het project te investeren. DeVito bespaarde op zijn beurt zo'n 7 miljoen dollar door zijn eigen salaris grotendeels te schrappen. Het budget zou tijdens de opnames oplopen tot net geen 50 miljoen dollar.

### Casting
Omdat de film verschillende tijdsperioden zou overspannen en het hoofdpersonage in bijna elke scène te zien zou zijn, gingen de makers op zoek naar een grote naam met "kameleonachtige kwaliteiten". Robert De Niro en Al Pacino werden overwogen alvorens de rol werd aangeboden aan Jack Nicholson. De acteur was een vriend van DeVito, die net als hij van Neptune City afkomstig was. De twee hadden eerder al samengewerkt aan One Flew Over the Cuckoo's Nest (1975), Goin' South (1978) en Terms of Endearment (1983).
Nicholson bereidde zich op zijn rol voor door zich te verdiepen in tv-beelden van Hoffa. De acteur kwam zo'n 10 kg aan en maakte gebruik van een neusprothese en valse boventanden om meer op zijn personage te lijken.
DeVito kroop zelf in de huid van Hoffa's trouwe rechterhand Robert Ciaro, een personage dat gedeeltelijk gebaseerd was op Hoffa-vertrouwelingen Chuckie O'Brien en Bobby Holmes. J.T. Walsh kreeg de rol van Frank Fitzsimmons, Hoffa's opvolger als voorzitter van de Teamsters. Armand Assante werd gecast als de fictieve maffiabaas Carol D'Allesandro.

### Opnames
De opnames begonnen op 18 februari 1992 en eindigden op 10 juni 1992. Er werd gefilmd in Chicago (Illinois), Pittsburgh (Pennsylvania), Detroit (Michigan) en Los Angeles (Californië). Op Gamble Road in North Fayette, zo'n 15 km buiten Pittsburgh, werd voor de film een wegrestaurant uit de jaren 1930 nagebouwd. Er werd ook gefilmd aan Lewisburg Federal Penitentiary, de gevangenis waar Hoffa in 1967 werd opgesloten, en de Old Wayne County Building in Detroit.
Eind april 1992 werd er gefilmd in het Ambassador Hotel in Los Angeles. Door het uitbreken van de Rodney King-rellen in de stad werd het onveilig en verhuisde de productie naar de opnamestudio's van Fox.
Omdat de narratieve structuur uit verschillende flashbacks bestaat, maakten regisseur DeVito en director of photography Stephen H. Burum gebruik van enkele opvallende filmtechnieken om de overgang te maken tussen twee verschillende tijdsperioden. Zo lopen bepaalde scènes in elkaar over door het gebruik van verplaatsbare decors en het zodanig kadreren van de acteurs dat hun eindpositie in beeld identiek is aan hun beginpositie in de volgende scène/tijdsperiode. Daarnaast wordt er ook regelmatig gebruik gemaakt van het split diopter-effect, waarbij zowel de voor- als achtergrond van een scène in focus zijn, lange tracking shots en extreme close-ups.

### Post-productie
In het montageproces maakte editor Robert C. Jones gebruik van onder meer overvloeiers en J-cuts (een techniek waarbij het geluid voorloopt op het beeld) om de vele tijdsperioden in elkaar te laten overlopen.
David Newman componeerde de muziek voor de trailer. De makers van de film waren onder de indruk van zijn werk, dat vervolgens verder ontwikkeld werd tot een volledige soundtrack. De muziek van Hoffa werd in de jaren 1990 veelvuldig gebruikt voor andere trailers, waaronder die van Forrest Gump (1994), Quiz Show (1994) en L.A. Confidential (1997). De voice-over van de Hoffa-trailer werd ingesproken door acteur Alec Baldwin.

### Release en ontvangst
De film ging op 25 december 1992 in première. De Belgische en Nederlandse release volgden in 1993. Op Rotten Tomatoes heeft de film een waarde van 52% en een gemiddelde score van 5,5/10, gebaseerd op 21 recensies. Op Metacritic heeft de film een gemiddelde score van 50/100, gebaseerd op 18 recensies.
In de film wordt Hoffa gerepresenteerd als een tragische held van de vakbond en arbeidersklasse, maar niet alle Amerikaanse recensenten waren het eens met die beeldvorming. Zo kwam er kritiek op bepaalde personages en gebeurtenissen die te eenvoudig en/of rooskleurig werden voorgesteld of niet vermeld werden. Zo is de familie van Hoffa in de film ondervertegenwoordigd, evenals vrouwelijke en niet-blanke arbeiders. Filmcriticus Vincent Canby van The New York Times oordeelde in zijn recensie dat het filmpubliek Bobby Kennedy te zien krijgt zoals Hoffa hem zag: "als een zeurende, agressieve rijkeluiszoon met een Harvard-diploma". Kenneth Turan van The Los Angeles Times stelde vast dat veel zaken werden weggelaten en dat het tijdens de film voortdurend gissen is naar waar en wanneer de getoonde gebeurtenissen zich afspelen. Pogingen om Hoffa te mythologiseren als een held die door de machtige elite werd neergehaald omdat hij arbeiders eigenhandig de middenklasse had binnengeloodst, werden door Turan als simplistisch en ongeloofwaardig bestempeld. Ook Owen Gleiberman van Entertainment Weekly merkte op dat het nooit duidelijk is in welk decennium het verhaal zich afspeelt. De portrettering van Kennedy vergeleek hij met een SNL-karikatuur. Filmrecensent Roger Ebert van The Chicago Sun-Times gaf de film een score van 3,5 op 4. Volgens Ebert had de film geen tijd om dieper in te gaan op Hoffa's familieleven omdat hij afgebeeld werd als een man die leefde en stierf voor de vakbond.
Hoffa werd een financiële flop. De film kostte net geen 50 miljoen dollar, maar bracht aan de Amerikaanse box-office slechts 29 miljoen dollar op. Desondanks werd de film begin 1993 genomineerd voor onder meer twee Oscars en een Golden Globe. De film ontving ook twee Razzie-nominaties.

## Prijzen en nominaties
| Jaar | Prijs                    | Categorie            | Genomineerde(n)                   | Uitslag     |
| ---- | ------------------------ | -------------------- | --------------------------------- | ----------- |
| 1993 | Academy Awards           | Beste camerawerk     | Stephen H. Burum                  | Genomineerd |
| 1993 | Academy Awards           | Beste make-up        | Ve Neill, Greg Cannom, John Blake | Genomineerd |
| 1993 | Golden Globes            | Beste acteur (drama) | Jack Nicholson                    | Genomineerd |
| 1993 | Filmfestival van Berlijn | Gouden Beer          | Danny DeVito                      | Genomineerd |
| 1993 | Razzie Awards            | Slechtste acteur     | Jack Nicholson                    | Genomineerd |
| 1993 | Razzie Awards            | Slechtste regisseur  | Danny DeVito                      | Genomineerd |

## Historische accuraatheid

### Chuckie O'Brien
DeVito's personage, Robert Ciaro, is gedeeltelijk gebaseerd op Hoffa-vertrouwelingen als Charles "Chuckie" O'Brien en Bobby Holmes. O'Brien was de persoonlijke assistent en bodyguard van Hoffa. Op de dag van zijn verdwijning werd Hoffa voor het laatst gezien aan een wegrestaurant, in een auto die bestuurd werd door een man die door een ooggetuige geïdentificeerd werd als O'Brien. Hoewel O'Brien verklaarde onschuldig te zijn, pikten politiehonden in de auto de geur van Hoffa op. In 2001 werd via een DNA-test ook een haar van Hoffa in de auto teruggevonden. Verschillende onderzoekers en auteurs gaan er daarom van uit dat Hoffa's vertrouweling een belangrijk aandeel had in de verdwijning en dood van de gewezen vakbondsleider. In de film, die oorspronkelijk mee bedacht werd door Chuckies zoon Brett O'Brien, wordt deze theorie niet ondersteund. Hoffa's fictieve rechterhand Ciaro blijft hem tot het einde trouw en wordt net als Hoffa aan het wegrestaurant vermoord.

### Stakingen
In de film worden twee grote stakingen getoond. De eerste speelt zich af in 1935 bij het bedrijf Kreger. Dit is een duidelijke verwijzing naar The Kroger Company, het bedrijf waar Hoffa begin jaren 1930 als tiener werkte en collega's overtuigde om zich tegen hun werkgever te organiseren om betere arbeidsvoorwaarden af te dwingen.
De tweede grote staking speelt zich af tijdens de jaren 1940 en is tegen de Railway Transport Agency (RTA) gericht. Dit is een verwijzing naar de stakingen die in de periode 1946–1947 gevoerd werden tegen de Railway Express Agency (REA). Bij de echte staking kwamen elf mensen om het leven.

### Hoffa en de maffia
Armand Assante vertolkt in de film de fictieve maffioso Carol D'Allesandro. Zijn personage is een combinatie van bestaande maffiosi als Anthony Provenzano, Anthony Giacalone en/of Frank Coppola, met wie Hoffa banden had. Aan het einde van de film is te zien hoe D'Allesandro niet opdaagt voor een afspraak met Hoffa en Ciaro, waarna beide vermoord en ontvoerd worden. De echte Hoffa verdween nadat Provenzano en Giacalone niet waren opgedaagd voor een afspraak.
In de film komt de maffia voor het eerst in beeld wanneer Hoffa hulp nodig heeft tijdens een staking bij het bedrijf Kreger. Onder druk van hun door de maffia beschermde werkgever blijven sommige vrachtwagenchauffeurs van Kreger weigeren om zich bij de Teamsters aan te sluiten, waardoor Hoffa genoodzaakt wordt om een akkoord te sluiten met de maffia om de staking tot een goede einde te brengen. Volgens auteur Dan E. Moldea worden de banden tussen Hoffa en de maffia in de film geminimaliseerd en te rooskleurig voorgesteld. Zo zouden Hoffa en de maffia in de realiteit voor het eerst samengewerkt hebben om een rivaliserende vakbond uit Detroit te jagen, niet om een staking tot een goed einde te brengen. Volgens Moldea werkten Hoffa en de maffia ook frequenter en intensiever samen dan de film laat uitschijnen.

### Hoffa's vrijlating
In de film is te zien hoe minister van Justitie Robert F. Kennedy er alles aan doet om Hoffa achter de tralies te krijgen. De vakbondsleider belandt uiteindelijk in de gevangenis na een belastende getuigenis van zijn medewerker Peter Connelly, die uitlegt hoe Hoffa maffiabaas D'Allesandro toegang gaf tot het pensioenfonds van de vakbond. In werkelijkheid werd Hoffa veroordeeld na een belastende getuigenis van medewerker Edward Grady Partin, die verklaarde hoe Hoffa hem 20.000 dollar had gegeven om de jury om te kopen.
In Hoffa wordt geïnsinueerd dat president Richard Nixon geld en politieke steun van de Teamsters ontving in ruil voor het kwijtschelden van Hoffa's gevangenisstraf. Hoffa zelf is echter niet op de hoogte van de voorwaarde – hij mag tot 1980 niet meer betrokken zijn bij vakbondszaken – die aan zijn vrijlating verbonden is en beschuldigt zijn opvolger Frank Fitzsimmons ervan te hebben samengezworen met Nixons adviseur Charles Colson om hem uit de Teamsters te werken. In audiotapes van Nixon, die in de periode 1971–1973 werden opgenomen, is te horen hoe de president met enkele trouwe medewerkers, waaronder minister van Justitie John Mitchell, de vrijlating van Hoffa voorbereidt. Uit de gesprekken blijkt dat ze Hoffa wilden vrijlaten onder voorwaarden, zodat hij binnen de Teamsters niet langer in de weg zou lopen van Fitzsimmons, van wie men bewust was dat die al jaren probeerde om Hoffa aan de kant te schuiven. Op die manier wilde men onder meer Fitzsimmons paaien, die omwille van zijn zetel binnen de Pay Board, de adviesraad van de onafhankelijke Price Commission, een belangrijke rol voor Nixon kon spelen. Nixon beschouwde Hoffa's vrijlating bovendien als een kans om een van de grootste verwezenlijkingen van zijn politieke rivaal Bobby Kennedy ongedaan te maken.
In december 1971 werd Hoffa vrijgelaten. In juli 1972 spraken de Teamsters hun steun uit voor Nixon, die zich opnieuw kandidaat had gesteld voor de Amerikaanse presidentsverkiezingen. In 1981 berichtte Time, dat zich baseerde op een onderzoek van de Amerikaanse belastingdienst, dat zowel Nixon persoonlijk als zijn herverkiezingscomité grote sommen geld had ontvangen van de Teamsters en maffia. Enkele jaren eerder had ook journalist Steven Brill dit bericht in zijn boek The Teamsters (1978). Brill stelde dat de samenwerking met Fitzsimmons op poten was gezet door Charles Colson. Deze bewering wordt ondersteund door onder meer een interne memo uit juni 1970, waarin Colson zich richt tot Egil Krogh en verklaart dat "er grote sommen geld kunnen verdiend worden met de vrijlating van Hoffa". In december 1972, een jaar na de vrijlating van Hoffa, raakte ook bekend dat de Teamsters van plan waren om zich aan te sluiten bij het advocatenkantoor van Colson.

### Autobom
Hoffa bevat een scène waarin Fitzsimmons een persconferentie houdt en vervolgens naar zijn auto wandelt. Terwijl hij op de parking een journalist te woord staat, wordt zijn auto door een bom tot ontploffen gebracht. De scène is gebaseerd op een waargebeurd incident. Op 10 juli 1975 wandelde Frank Fitzsimmons' zoon en Teamster-vertrouweling Richard Fitzsimmons op de parking van Nemo's, een bar in Detroit, naar zijn auto. Toen hij in de buurt van de auto kwam, werd het voertuig door een bom opgeblazen. Twintig dagen na de autobom verdween Hoffa.